# Grotius Lyceum

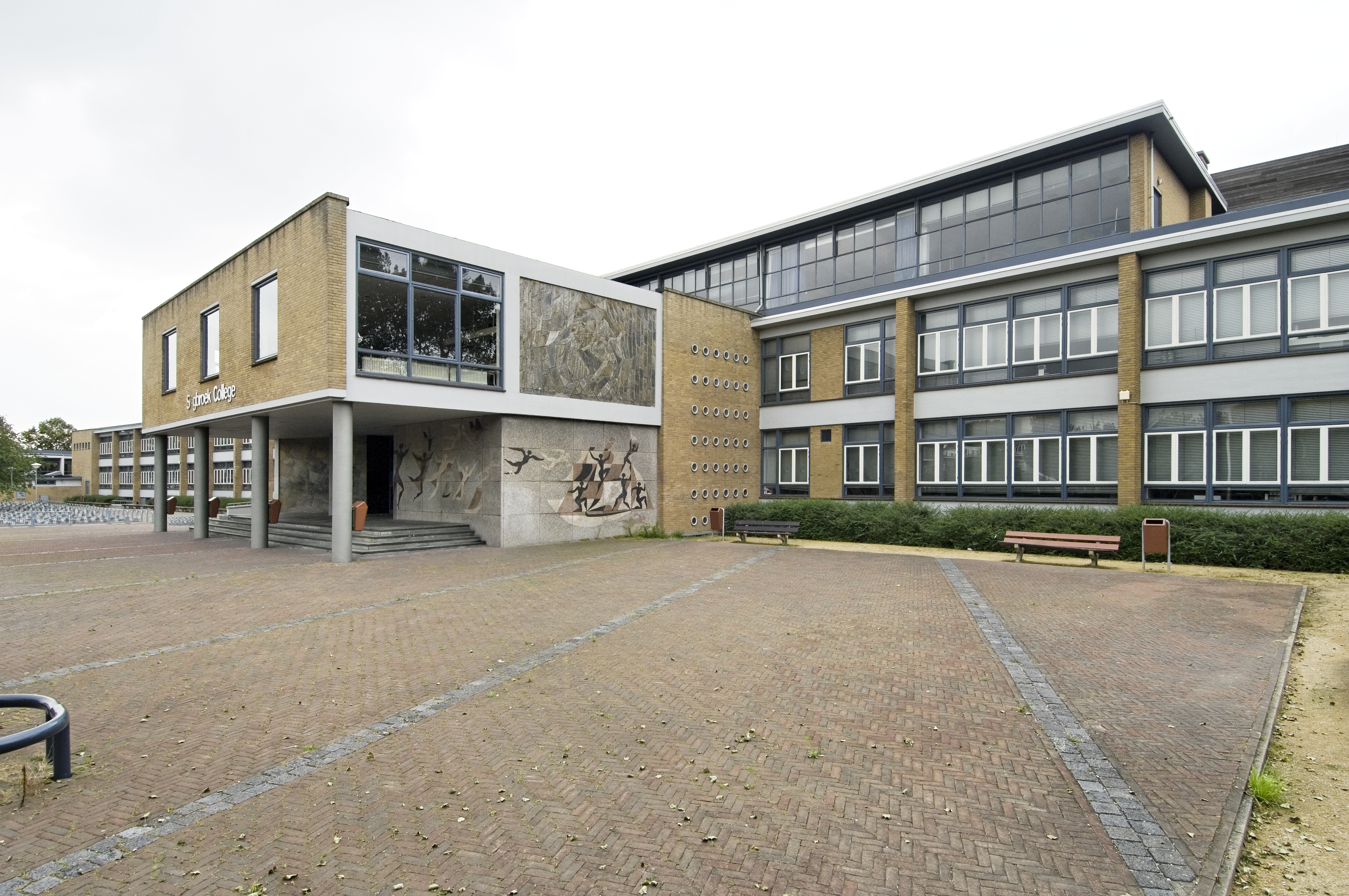
Het gebouw van het vroegere Grotius Lyceum aan de Klaverstraat, rijksmonument, architect Sjoerd Schamhart

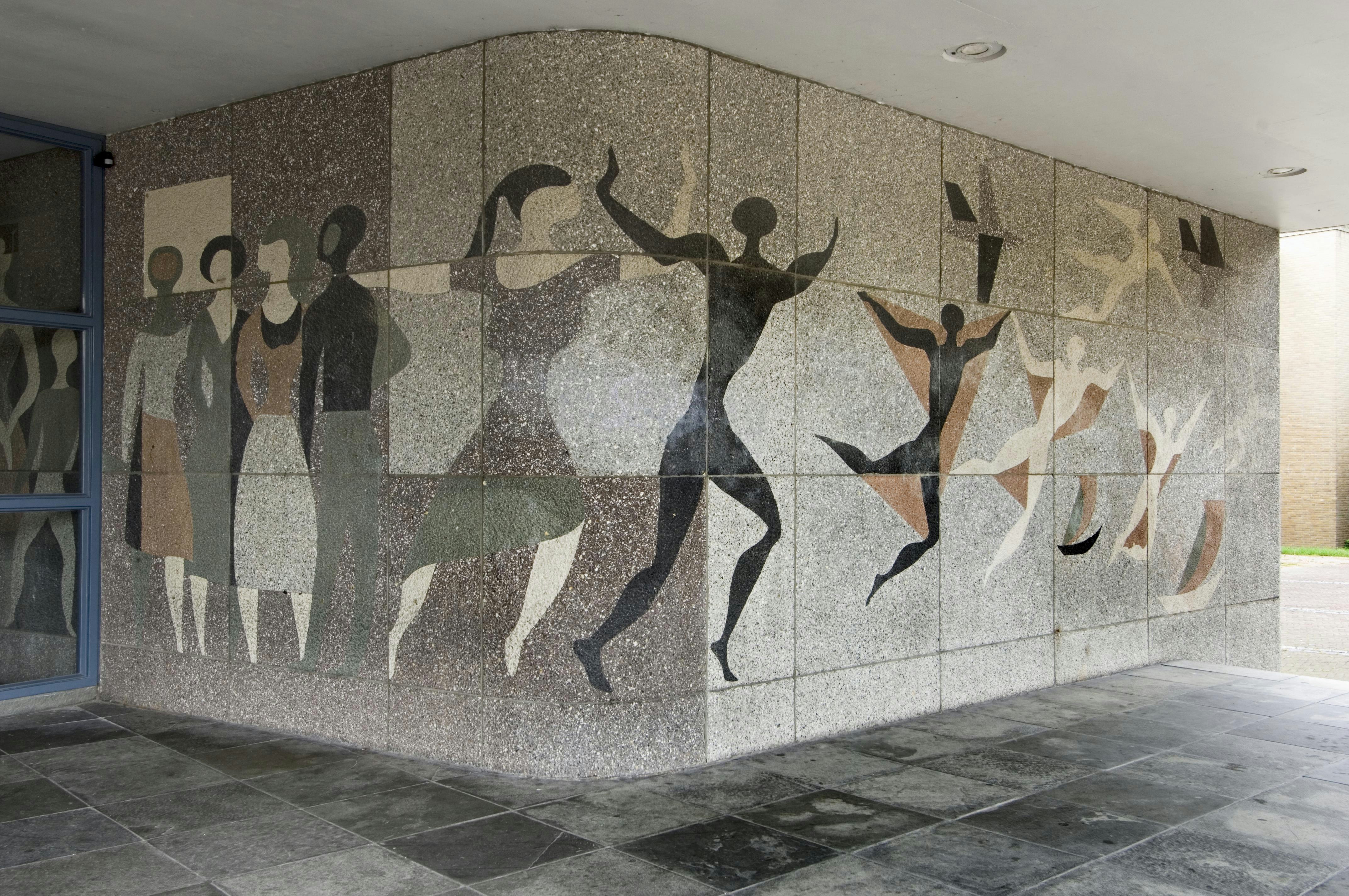
Detail van de muurschildering aan weerszijden van de ingang

Het Grotius Lyceum was een Nederlandse school in Den Haag, die in gebruik was als HBS volgens het  Daltonsysteem 1946 tot 1968. Zoals bij lycea in die tijd gebruikelijk was, bood de school de keuze tussen een vijfjarige hbs- en een zesjarige gymnasiumopleiding. Thans is het in gebruik als Christelijk lyceum.

## Geschiedenis
De voorloper van het Grotius Lyceum was het Eerste Gemeentelijk Lyceum aan het Stokroosplein. Het gebouw van die school werd in 1942 door de Duitse bezetter gevorderd en vervolgens afgebroken voor de aanleg van verdedigingswerken. De school bivakkeerde daarna steeds voor korte tijd in verschillende gebouwen. In 1946, bij de herdoop in Grotius Lyceum, zat de school in een gebouw aan de Vlierboomstraat.
In 1954 begon onder leiding van de architect Sjoerd Schamhart de bouw van een nieuwe school aan de Klaverstraat. De school was een van de laatste constructies die stedenbouwkundig was ingepland in het naoorlogse Den Haag als onderdeel van het wederopbouwplan Sportlaan-Zorgvliet dat Willem Dudok in 1946 ontwierp. Schamhart bouwde een school met vaklokalen voor elke leerkracht. De leerlingen konden tussen de lesuren van lokaal wisselen door een grote hal en meerdere trappenhuizen. Ruimte voor zelfstandig werken was er ook, met werknissen in de gangen van het gebouw. De opvallende tableaus bij de entreepartij zijn van de hand van de Haagse kunstenaar W.J. Rozendaal. De school werd in april 1955 in gebruik genomen.
Het gebouw is nog steeds in gebruik, nu bij het Segbroek College. Tussen 1993 en 1998 werd het fors uitgebreid door atelier PRO (Leon Thier en Hans Karsen). Twee bijkomende bouwvolumes werden toegevoegd, verbonden door een glaswand. Het oorspronkelijke bouwvolume bleef daarbij bijna volledig intact.
Het gebouw aan de Klaverstraat staat op de monumentenlijst.
In 1968 fuseerde het Grotius Lyceum met de HBS Beeklaan, de voormalige Derde Gemeentelijke HBS, aan de Houtrustlaan en de (M)ulo aan de Zonnebloemstraat tot de Scholengemeenschap Hugo de Groot. Die bestond tot 1981 en fuseerde in dat jaar op zijn beurt met het Tweede Vrijzinnig-Christelijk Lyceum tot het Segbroek College.
De leerlingenvereniging van het Grotius Lyceum heette Lyceïsten Bond Grotius (LBG), de schoolkrant HUGO, hetgeen stond voor ‘Het Unieke Grotius Orgaan’.

## Rectoren
- dr. D.H. Prins (1946-1956), die in 1956, kort na de opening van het gebouw aan de Klaverstraat, met pensioen ging.
- dr. J. Schneider (1956-1963), die in 1963 werd benoemd tot hoogleraar in de Duitse taal en letterkunde aan de Vrije Universiteit Amsterdam. Schneider was de samensteller van de Deutscher Wortschatz, een boek dat Duitse woorden behandelt waarmee veel Nederlanders moeite hebben. Hij was de vader van Carel Jan Schneider en Eric Schneider.
- dr. B. Hiemstra (1963-1968), die meteen ook de eerste rector van de Scholengemeenschap Hugo de Groot werd. Hij ging in 1976 met pensioen.

## Bekende oud-leerlingen
- Stephan Baekers, componist en filosoof
- Soesja Citroen, zangeres en componiste
- Rudi Ekkart, kunsthistoricus
- Han Entzinger, hoogleraar integratie- en migratiestudies
- Jacob Gestman Geradts, ingenieur, historicus en kunstenaar
- Yvonne Keuls, schrijfster
- Walter Lewin, astronoom
- Carla Stellweg, museumconservator
- Robert Jan Stips, producer, componist, toetsenist en zanger
- Tom Struick van Bemmelen, politicus
- Erica Terpstra, zwemster en politica
- Alfred Vierling, politicus

## Bekende oud-leraren
- F.C. Dominicus, Nederlands en Frans
- Fred van der Spek, natuur- en scheikunde